# Prescott (Michigan)
Pour les articles homonymes, voir Prescott.
Prescott est un village du comté d'Ogemaw, dans l'État du Michigan, aux États-Unis. En 2020, il comptait une population de 217 habitants.